# تپه مارو (تپه خیرآباد)
تپه مارو (تپه خیرآباد) مربوط به دوران پیش از تاریخ ایران باستان - دوران‌های تاریخی پس از اسلام است و در شهرستان رودان، بخش مرکزی، روستای خیرآباد واقع شده و این اثر در تاریخ ۱۲ بهمن ۱۳۸۱ با شمارهٔ ثبت ۷۲۷۲ به‌عنوان یکی از آثار ملی ایران به ثبت رسیده است.